# تاریخ‌ها (پولیبیوس)

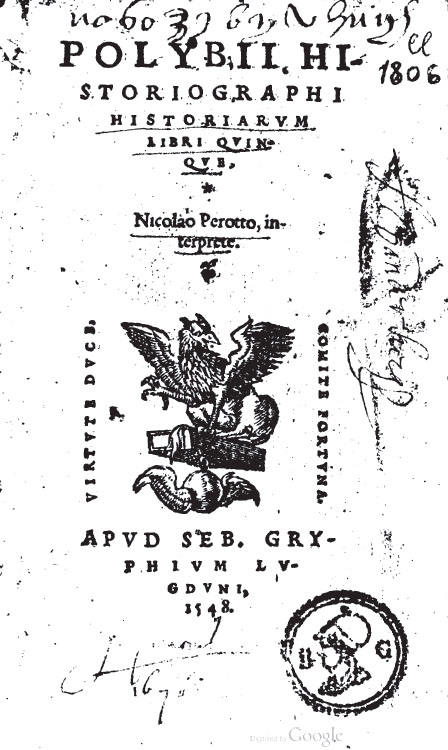
روی جلد کتاب

تاریخ‌ها زبان یونانی: Ἱστορίαι در اصل در ۴۰ جلد نوشته شده‌است که تنها پنج جلد اول آن به‌طور کامل موجود است. بخش اعظم کار از طریق مجموعه‌هایی از گزیده‌هایی که در کتابخانه‌های امپراتوری بیزانس نگهداری می‌شد، منتقل شد. پولیبیوس، مورخ اهل یونان باستان شهر مگالوپولیس (آرکادیا) در آرکادیا پس از پیروزی روم در سومین جنگ مقدونیه (۱۷۱–۱۶۸ قبل از میلاد) در رم به گروگان گرفته شد و در آنجا شروع به نوشتن گزارشی از ظهور روم باستان به یک قدرت بزرگ جهانی کرد.